# Motore in linea a dodici cilindri

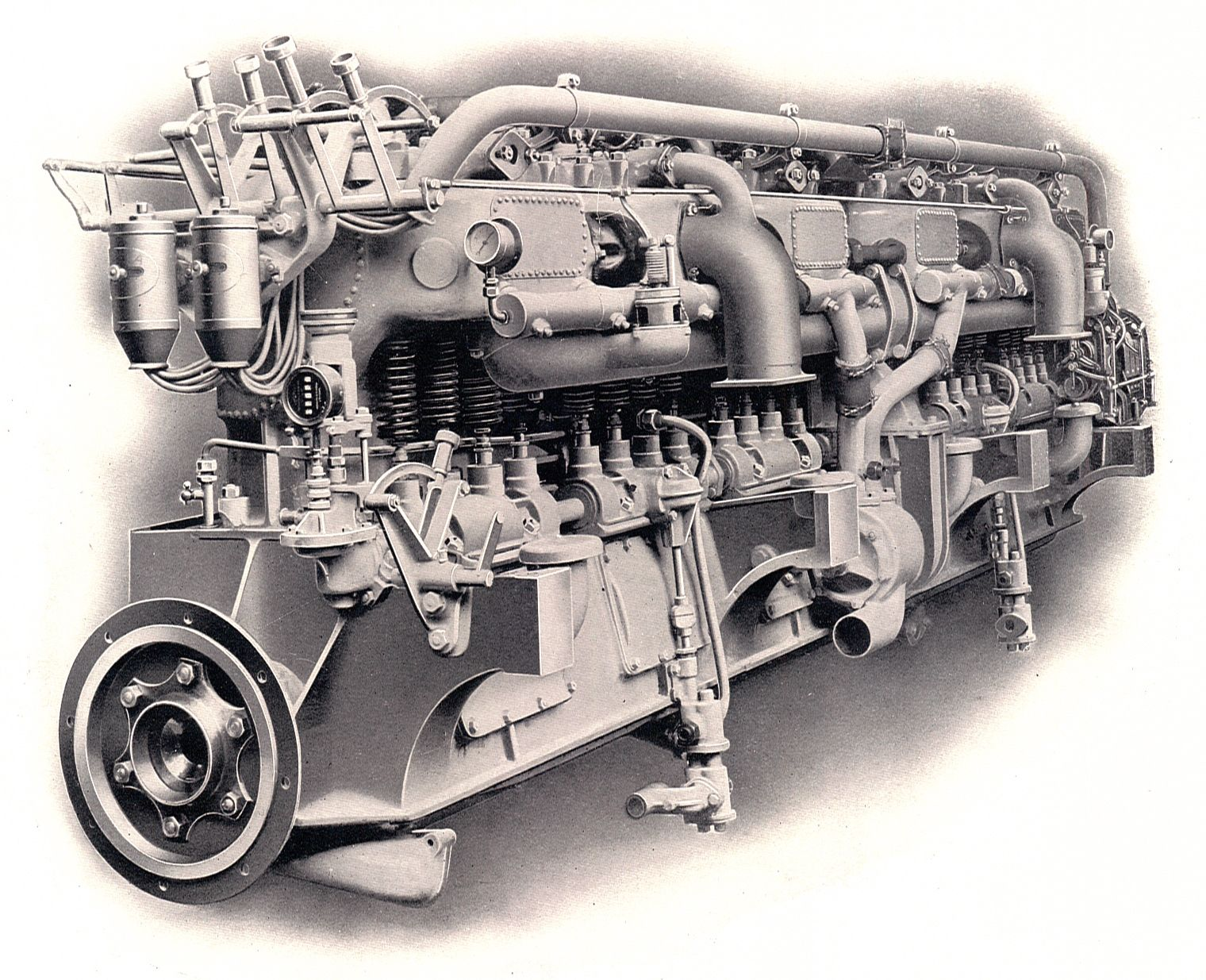
Un Wolseley in linea a dodici cilindri del 1905, motore marino da 360 CV, benzina o olio

Un motore 12 cilindri in linea o in linea a 12 cilindri è un motore a combustione interna a dodici cilindri con tutti i dodici cilindri montati in linea retta lungo il basamento.

## Uso sul terreno
Un 12 cilindri in linea è un motore molto lungo, quindi i motori 12 cilindri in linea sono estremamente rari nelle automobili, il primo registrato è il Corona reso disponibile in Francia nel 1920. Ha una cilindrata di 7238 cm3, ma non si sa se ne sia stato venduto qualcuno. Packard ha anche sperimentato un'automobile alimentata da un 12 cilindri in linea nel 1929. Il 12 cilindri in linea è stato utilizzato anche per i grandi camion militari.

## Uso marino
Alcune ditte russe costruirono i 12 cilindri in linea per l'uso sulle navi negli anni '60 e '70. MAN Diesel & Turbo 12K98ME e 12S90ME-C e il Wärtsilä-Sulzer RTA96-C sono esempi di motori marini contemporanei in configurazione 12 cilindri in linea. Questi sono popolari per la propulsione nelle navi portacontainer. Wärtsilä-Sulzer ha persino realizzato finora l'unica configurazione 14 cilindri in linea al mondo.